# Vimeo
Vimeo é um site de compartilhamento de vídeo, no qual os usuários podem fazer upload, partilhar e ver vídeos. Foi fundada por Zach Klein e Jakob Lodwick em dezembro de 2004. O nome "Vimeo" foi criado pelo cofundador Jakob Lodwick e é um jogo das palavras "video" (em português: vídeo), e "me" (em português: eu) como uma referência a dedicação exclusiva do site para vídeos feitos por usuários, e também é um anagrama de "movie" (filme).
O Vimeo não permite vídeos comerciais, de jogos eletrônicos, pornografia ou qualquer coisa não criada pelo usuário para ser hospedado no site.
Em setembro de 2017, o Vimeo comprou o Livestream, uma plataforma de streaming, e lançou seu próprio serviço de streaming, o Vimeo Live.